# Большая Гусиха
Большая Гусиха (ранее — село Гусиная Лапа) — село в Базарно-Карабулакском районе Саратовской области Российской Федерации, входит в состав Липовского муниципального образования.

## История
Русская владельческая и позже казённая деревня Большая Гусиха, также Александровка, Гусиная Лапа, была образована в 1745—1746 годах помещиком Ф. Т. Аблязовым.
Первая деревянная церковь во имя Александра Невского была выстроена в 1752 году, вместо которой в 1779 году было сооружено другое храмовое здание, сгоревшее в 1850-х годах. Третье здание возвели в 1859 году. Закрыли в разорили храм в 1930-х годах, после чего здание снесли.
Великая Отечественная война унесла жизни 128 жителей Большой Гусихи.
В послевоенные годы Большая Гусиха была центром одноимённого сельсовета и центральной усадьбой колхоза «Знамя Ленина».

## География
Село Большая Гусиха расположено при впадении реки Грязнухи в Узу.
Вокруг населённого пункта имеются лесные массивы.
Уличная сеть
В селе несколько улиц:
- Улица Ленина
- Молодёжная улица
- Советская улица
- Школьная улица
- Колхозная улица

Географическое положение
в 28 км к Северу от районного центра Базарный Карабулак и в 109 км от города Саратова

## Население
| 2002 | 2010 |
| ---- | ---- |
| 481  | ↘365 |

По данным переписи населения 2010 года в селе Большая Гусиха проживало 365 человек, из них 173 мужчины и 192 женщины.

## Известные люди, связанные с селом
В селе Большая Гусиха в 1915 году родился Виктор Иванович Крюков — советский хозяйственный, государственный и политический деятель, Герой Социалистического Труда, председатель Кокчетавского облисполкома в
1961—1963 гг.

## Инфраструктура
В настоящее время в Большой Гусихе работают детский сад «Дюймовочка» и основная общеобразовательная школа, дом культуры, почта, фельдшерско-акушерский пункт, магазин, сельхозпредприятие ЗАО «Гусихинское».
На месте разрушенной церкви в 2008 году был установлен поклонный крест.
Типовой памятник воинам ВОВ был установлен в центральной части села.